# Mesamphisopus penicillatus
Mesamphisopus penicillatus är en kräftdjursart som först beskrevs av Barnard1940.  Mesamphisopus penicillatus ingår i släktet Mesamphisopus och familjen Mesamphisopidae. Inga underarter finns listade i Catalogue of Life.